# Distretto di Kasai
Il distretto di Kasai (河西郡?) è uno dei distretti della Sottoprefettura di Tokachi, Hokkaidō, in Giappone.
Attualmente comprende il solo comune di Memuro, Nakasatsunai e Sarabetsu.